# 阿灵索斯市镇
阿灵索斯市镇:84是瑞典西部西约塔兰省的一个市镇。其治所位于阿灵索斯。